# Тодор Чанаков
Тодор Геров Чанаков е български революционер, деец на Вътрешната македоно-одринска революционна организация.

## Биография
Чанаков е роден в 1887 година в западномакедонския българо-албански град Тетово, тогава в Османската империя. Брат му Гаврил Чанаков е четник на Лука Джеров, а другият му брат Христо Чанаков е четник на Боби Стойчев. Влиза във ВМОРО. Четник е на Гоце Делчев, а по-късно на Аргир Манасиев. През 1907 година е в Костурската чета на Никола Досев, поделение на четата на Пандо Сидов. Загива в сражение.